# Neustupov
Neustupov település Csehországban, a Benešovi járásban. Neustupov Oldřichov, Šebířov, Slapsko, Miličín, Ratměřice, Smilkov, Votice és Jankov településekkel határos. Lakosainak száma 551 fő (2024. január 1.).

## Népesség
A település lakosságának változását az alábbi diagram mutatja:
| Lakosok száma | 2281 | 2199 | 1643 | 1059 | 775  | 518  | 518  | 529  | 543  | 551  |
|               | 1869 | 1890 | 1921 | 1950 | 1980 | 2001 | 2017 | 2019 | 2022 | 2024 |